# مالنات
مالنات هي إحدى كومونا وبلدة تقع في مقاطعة فاريزي ، في منطقة لومباردي بشمال إيطاليا . وتقع مالنات في منطقة جبلية على بعد حوالي 30 ميل (48 كـم) شمال ميلانو ، في سفوح جبال الألب بالقرب من الحدود ما بين إيطاليا وسويسرا. 